# Dioptrochasma mercyi
Dioptrochasma mercyi es un género de polilla de la familia Geometridae. El género fue descrito por primera vez por Claude Herbulot en 1956 y se puede encontrar con endemismo en la África Ecuatorial Francesa. El holotipo de la especie fue descrita en los alrededores de la ciudad de Mbaïki, Congo francés.